# Eric Berry
James Eric Berry (ur. 29 grudnia 1988 w Fairburn w stanie Georgia) – amerykański zawodnik futbolu amerykańskiego, grający na pozycji strong safety. W rozgrywkach akademickich NCAA występował w drużynie University of Tennessee.
W roku 2010 przystąpił do draftu NFL. Został wybrany w pierwszej rundzie (5. wybór) przez zespół Kansas City Chiefs. W drużynie tej występuje do tej pory.
W debiutanckim sezonie (2010) został wybrany do meczu gwiazd Pro Bowl.